# Batalha de Alhandic

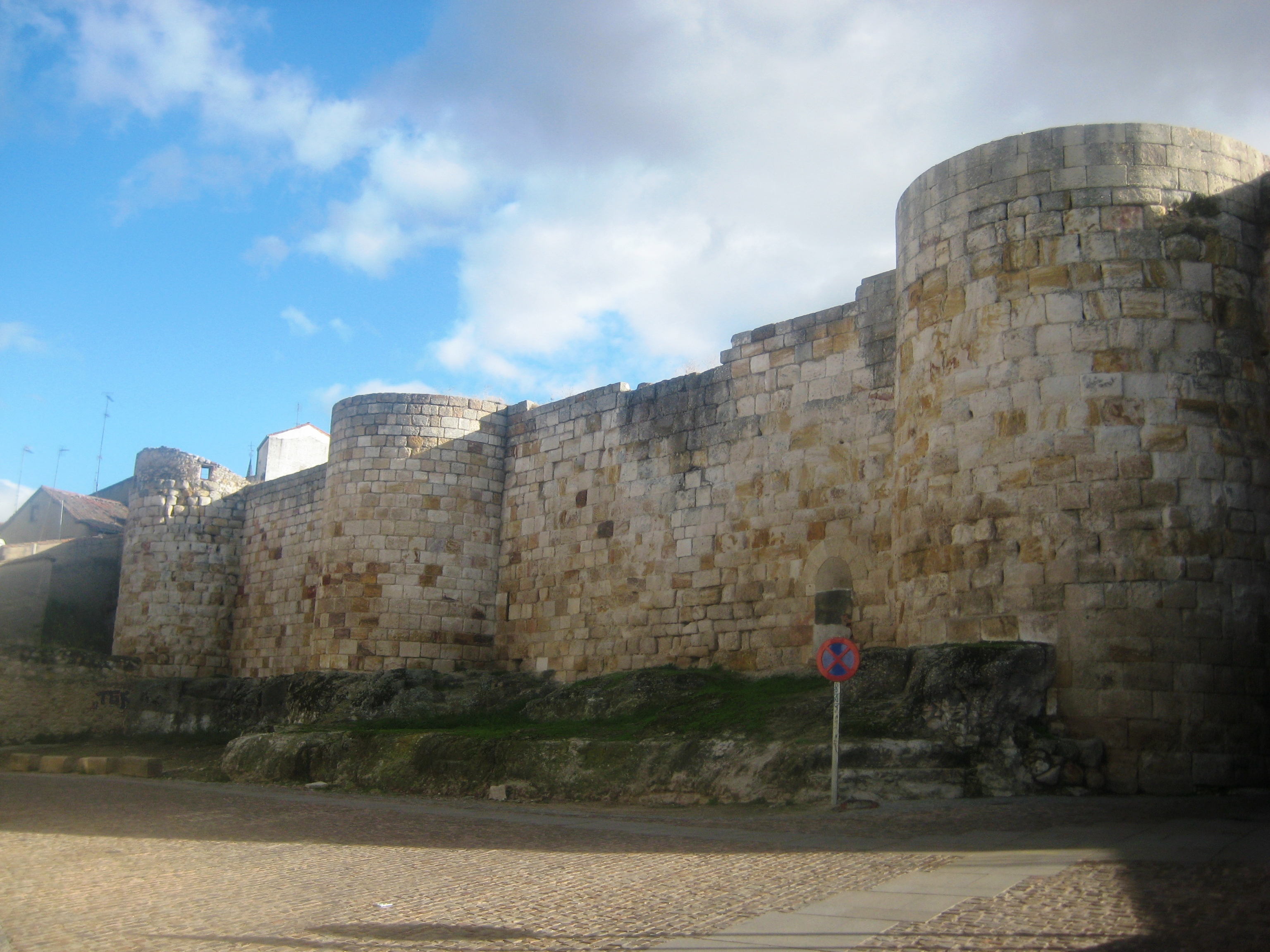
As muralhas de Zamora

A Batalha de Alhandic (em castelhano: Batalla de Alhandic), também conhecida como Batalha do fosso de Zamora (em castelhano: Batalla del Foso de Zamora), foi uma batalha que ocorreu em 5 de agosto de 939 na cidade de Zamora, Espanha. A batalha ocorreu quando as tropas do califa de Córdova, Abederramão III, assaltaram as muralhas de Zamora. As tropas defensoras eram as leais a Ramiro II, rei de Leão. A luta foi tão sangrenta que a maré da batalha não mudou até que o fosso ao redor das muralhas da cidade estivesse totalmente cheio de cadáveres. As tropas de Abederramão venceram e conseguiram tomar a cidade de Zamora.

## História
Assim que Abederramão chegou ao poder, ele foi rápido em afirmar seu poder e estabeleceu como objetivo acabar com os rebeldes no Alandalus. Queria consolidar sua base de poder e restabelecer a ordem interna do Califado de Córdova. Ele decidiu ir para a fronteira e atacar as cidades que funcionavam como um tampão de proteção contra as terras asturianas / leonesas ao norte. Foi nesta linha defensiva que se deparou com Zamora. A cidade era estrategicamente importante porque ficava exatamente no caminho de marcha normalmente usado pelas tropas leonesas. Abederramão atacou a cidade em 5 de agosto de 939. Sua estratégia era encher o fosso ao redor da cidade com corpos e destroços para que seus homens pudessem escalar os parapeitos com mais facilidade e, assim, enfrentar os soldados defensores diretamente. Essa estratégia sanguinária dá nome à batalha que às vezes é conhecida como Batalha do fosso de Zamora. O resultado final foi uma vitória para as tropas de Abederramão que saquearam a cidade de Zamora.